# 皇太子献納車
皇太子献納車（こうたいしけんのうしゃ）は、1900年（明治33年）に当時の日本の皇太子である嘉仁親王（後の大正天皇）の成婚を祝して、アメリカ合衆国サンフランシスコの在米日本人会が贈った電気自動車である。
1960年代以前は、一般に（俗説として）「日本に渡来した最初の自動車」だと言われていた（→#「皇太子献納車説」）。その説は否定されたものの、現在では、「日本に渡来した最初の電気自動車」だと考えられている。また、電気自動車の献納というこの出来事は、皇室と自動車との最初の結びつきになったと位置づけられている。
渡来後の試験において電気技師の廣田精一によって運転され、これは日本人が日本で自動車を運転した最初の例だと考えられている（→#自動車を運転した最初の日本人）。その試験において別の者が軽微な事故を起こしており、これは自動車によるものとしては日本で初の交通事故だとされる（→#試運転と日本初の自動車事故）。車両の製造者について、確定はしていないが、ウッズ社の電気自動車だと推定されている。（→#渡来した皇太子献納車）

## 沿革

### 献納に至る経緯
1900年（明治33年）2月11日（紀元節）、宮内省は、皇太子嘉仁親王と九条節子（九条道孝公爵の4女）の婚約を告示した。日本国内では東宮御慶事奉祝会が組織され、名士や省庁、民間組織がそれぞれ献納品を発表して名品の献納が盛んに行われた。
アメリカ合衆国サンフランシスコにおいても、駐在領事の陸奥廣吉（在任：1898年 - 1901年）を会長として、同地在住の日本人たちによって御慶事奉祝会が結成され、献納品を購入するための資金が募られた。同地の日本人たちは日給1ドル程度（当時の日本円で2円程度）で働いており、多くの者たちは1日分か半日分の収入を献金し、総額にして5,311ドル15セントが集まった。
献納品を何にするかは現地の日本人たち一般から意見が募られ、記念病院や記念幼稚園の設立資金とするという声もあったが、候補はピアノと圧縮空気自動車（空気圧搾自動車）のふたつに絞られた末、圧縮空気自動車に決定した。しかし、実際に注文したところ、圧縮空気自動車は購入までにかなりの日数がかかることが判明したため、既に販売されている高級自動車を贈ることに変更した。この変更が行われたのは5月8日だとされ、皇太子の婚儀が行われる5月10日は目前まで迫っていた。この同じ5月に、陸奥は宮内省に電報を打ち、自動車を献納することについてあらかじめ許可を得たという（問い合わせがあり許可したという記録が宮内庁に残っている）。
自動車の購入、日本への運賃、保険料などで3,100ドルが費やされ、残金は現地の日本人の福利増進のため、協議会に寄付された。

### 日本到着
車両は東洋汽船の亜米利加丸に積まれ、同年8月2日にサンフランシスコ港を発ち、同月22日に横浜港に到着したと考えられている。
車両は分解した状態で古河潤吉（陸奥の実弟）に宛てて送られ、古河の古河商会で組み立てを試みたものの不首尾となったため、高田商会に委託されて組み立てが行われたとされる（諸説あり）。組み立て後、同年9月に古河によって宮内省に納められた。

### 試運転と日本初の自動車事故
皇居周辺で試験運転をしていた際、ブレーキの操作ミスにより、事故を起こしたと伝わっている。この事故は、自動車によるものとしては「日本で最初の交通事故」だとされている。
この事故について、下記のように、事故が起きた場所を「三宅坂」とする説と「紀伊国坂」とする説があり、現在に伝わっている話はこの2説に依拠したものになっている。
戦前から伝わる話はこの2説だが、この話が紹介される際、「濠に落ちた」とあることから「濠に水没した」と脚色されたり、2説が混ざった状態で紹介されたりすることがしばしばある。
宮内省による一連の試運転について、いつ行われたのか正確な時期は定かではないが、実際に関わった人物として両説で名が出ている廣田精一は「明治34年」のことだったと繰り返し記している（後述）。
- 三宅坂説[16][19]

場所は「三宅坂」の柳の井付近、運転者は「蒸気機関車の機関士」、道路からの逸脱は「老婆との衝突」を避けようとしたことで起きた、とする説。説の本源は石井研堂。
この説では、高田商会の技師である廣田精一は助手を担当したとされている。
石井が『明治事物起原』の大正増訂版（1926年刊）の中で「自動車の始」として記したもので、同書の影響力の高さにより、この内容は当時から自動車の歴史を書くに当たって盛んに引用されて広く知られるに至る。同書の昭和増訂版（1944年刊）は内容はほぼ同じだが、文章が簡潔になり、省略が増えているほか、事故の様子など、内容についても記述に差異があると指摘されている（下記引用で主な違いに下線を付した）。
- 紀伊国坂説（紀の国坂説[16][19]）

場所は「紀伊国坂」の弁慶橋付近、運転者は「廣田精一の次席の者」、道路からの逸脱は「交番との衝突」を避けようとしたことで起きた、とする説。説の本源は倉本武俊。
宮内省は献納された電気自動車の充電を東京電燈に下命したが、同社は充電に必要な直流電流を用意できなかったため、同社の技師長である中原岩三郎からの進言で、充電は高田商会に下命された。同商会の技師長（電気部長）だった廣田精一が充電を実現させ、その後の検査も担当することになった。
献納車は青山御所に置かれ、1日目は青山練兵場（もしくは青山御所）で前進、後退、停止の試験といった機能検査が行われ、2日目に2トンの重りが載せられ、ブレーキの検査が行われたとされる。事故はその2日目の試走において起きた。

### その後
献納車は、事故による損傷はなかったものの、危険だということで、皇太子夫妻への献上は見送られ、宮内省の倉庫にしまわれることになった。この間、1901年（明治34年）7月に皇太子夫妻がこの車両を見たという記録が宮内庁に残っているとされる。
『大正天皇実録』では、1902年（明治35年）5月4日午後に、主馬寮分厩広庭で嘉仁親王が電気自動車の試走を見たという記載がある。
宮内庁に残された記録に拠れば、1903年（明治36年）4月、この車両は東宮大夫によって主馬頭（主馬寮）の予備の厩舎である赤坂分厩（倉庫）に移されたという。
その後についての消息は、公式な記録の有無も含めて、明らかではない。一説には、宮内省の有馬純篤へと下げ渡され、有馬からさらに麻布霞町の小柴という人物へと譲られ、その後は行方不明となったとされている。

## 渡来した皇太子献納車
皇太子献納車の車種やメーカーは長らく不明とされていたが、1980年代から1990年代にかけて大須賀和美、佐々木烈、中部博によって行われた調査により、ウッズ社の電気自動車だと考えられている。
渡来した事実であるとか、渡来の時系列についても、史料による裏付けがないと指摘されていたが、その時の調査で、現在では多くのことが明らかになっている。（→#沿革、#実在に対する疑義と実在の確定）

### 自動車を運転した最初の日本人
日本到着後、組み立てが終わった皇太子献納車を最初に運転したのは高田商会の廣田精一だった。このことから、廣田は日本国内で自動車を運転した最初の日本人だと考えられている。
廣田は後に私立電機学校（現在の東京電機大学）、電気工学の専門出版社となるオーム社を設立し、神戸高等工業学校（現在の神戸大学大学院工学研究科・工学部）の設立にあたっては初代校長を務めた。この間、電気自動車の研究も続けた。教育者、出版者となったことで、数々の著述をしており、それらの中で、皇太子献納車をかつて運転したことについてしばしば言及しており、以下の記述を残している。

### 実在に対する疑義と実在の確定
この車両の存在は、1926年（大正15年）に刊行された『明治事物起原 増訂版』の中で紹介され、人々に広く知られるようになった。同書で主張された、この車両を「日本に渡来した最初の自動車」とする説（→#「皇太子献納車説」）には当時から研究者による反対意見があったものの、存在そのものに疑義が差し挟まれるということは戦前期はなかった。
1965年（昭和40年）に刊行された『日本自動車工業史稿』第1巻で、実在についての疑義が呈され、「社会科学的に証明できないから、歴史的事実として扱うことはできない」という意見が付された。

#### 疑義が生まれた経緯
戦前から石井研堂の物語は膾炙して知られていたが、その一方で車両そのものについては史料に乏しく、1950年代から自動車工業会により広範な調査が行われたが、明治当時の古老たち（自動車関係者や宮内省関係者）への聞き取り結果からも当時の史料からも存在を裏付ける証拠が見つからなかった。そのため、調査結果をまとめた『日本自動車工業史稿』第1巻（1965年）では、そもそもこの献納車が存在したのかについての疑義が呈されることになる。
同書が挙げた疑義の要点は下記の3点である。
1. 3,000ドルという大金を、在米日本人たちがどうやって用意したのか[2]。
2. 献納の時期はいつなのか[2]
3. 電気自動車というのは本当なのか[2]

これらの不明点は、サンフランシスコにおける現地調査や、当時の新聞の調査といった方法によって明らかにされていった。現在では、前記した内容（→#献納に至る経緯）が判明している。

#### 実在が確定した経緯

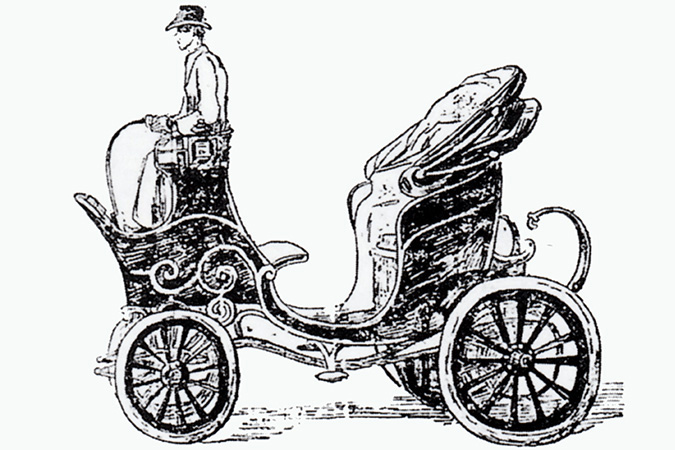
1900年9月8日付の『東京日日新聞』に掲載された図絵。献納車には上掲の写真が付されていたものの、新聞の写真印刷が未発達だったため、新聞社が専門家にスケッチさせたものだと考えられている。

同車の実在を確定させることになる転機は1979年に訪れた。この年に毎日新聞社から刊行された『一億人の昭和史・昭和自動車史』を読んだ大須賀和美（中日本自動車短期大学教授）が内容について問い合わせたことをきっかけとして、同社は独自に宮内庁へ取材を行った。宮内庁からの回答で、在米日本人ムツ氏（サンフランシスコ領事の陸奥廣吉）から「Automobile」献納の可否について宮内省に問い合わせがあり許可したこと（1900年5月頃）、皇太子夫妻がその献納車を見学したことがあること（1901年7月頃）、当車両について1900年9月8日付けの新聞記事が存在すること等が明らかとなる（それらのことを記録した資料そのものは門外不出とされ閲覧は許可されていない）。宮内庁からの回答をもとに大須賀は1900年（明治33年）9月8日付けの『東京日日新聞』に掲載された献納車についての記事を発見した。
この記事には皇太子献納車の写真を基にした図絵が付されており、この図絵が再発見されたことが、献納車の実在を確定させる決め手となった。

#### 車種の特定
献納車の実在が確定した後もその具体的車種は不明で、大須賀、ルポライターの中部博らの調査により、ウッズ社の電気自動車をビクトリア様式に仕立てたものではないかと推測されている。
その調査にも協力した自動車史研究家の佐々木烈は、ウッズもしくはカナダのアイバンホー（Ivanhoe）ではないかと推測している。佐々木は、当時のシカゴ総領事の能勢辰五郎がウッズについての報告を残していることを傍証として、より可能性が高いのはウッズだと推定している。
これらの調査研究により、皇太子献納車はウッズだとされることが多い。

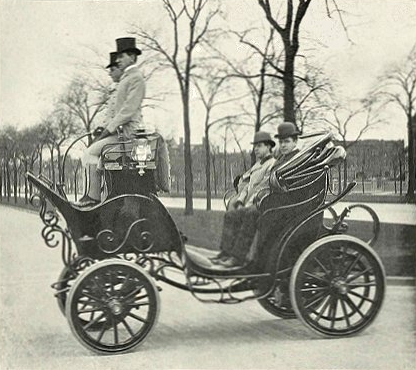
（参考）ウッズ社の販売カタログにあるビクトリア様式の電気自動車（No.3ビクトリア・スタイルNo.201）。 ウッズ社はトロントのゼネラル・エレクトリックや、シカゴのフィッシャー・エクイップメント社などをコーチビルダーとして、29種にのぼる電気自動車を製造していた[46]。
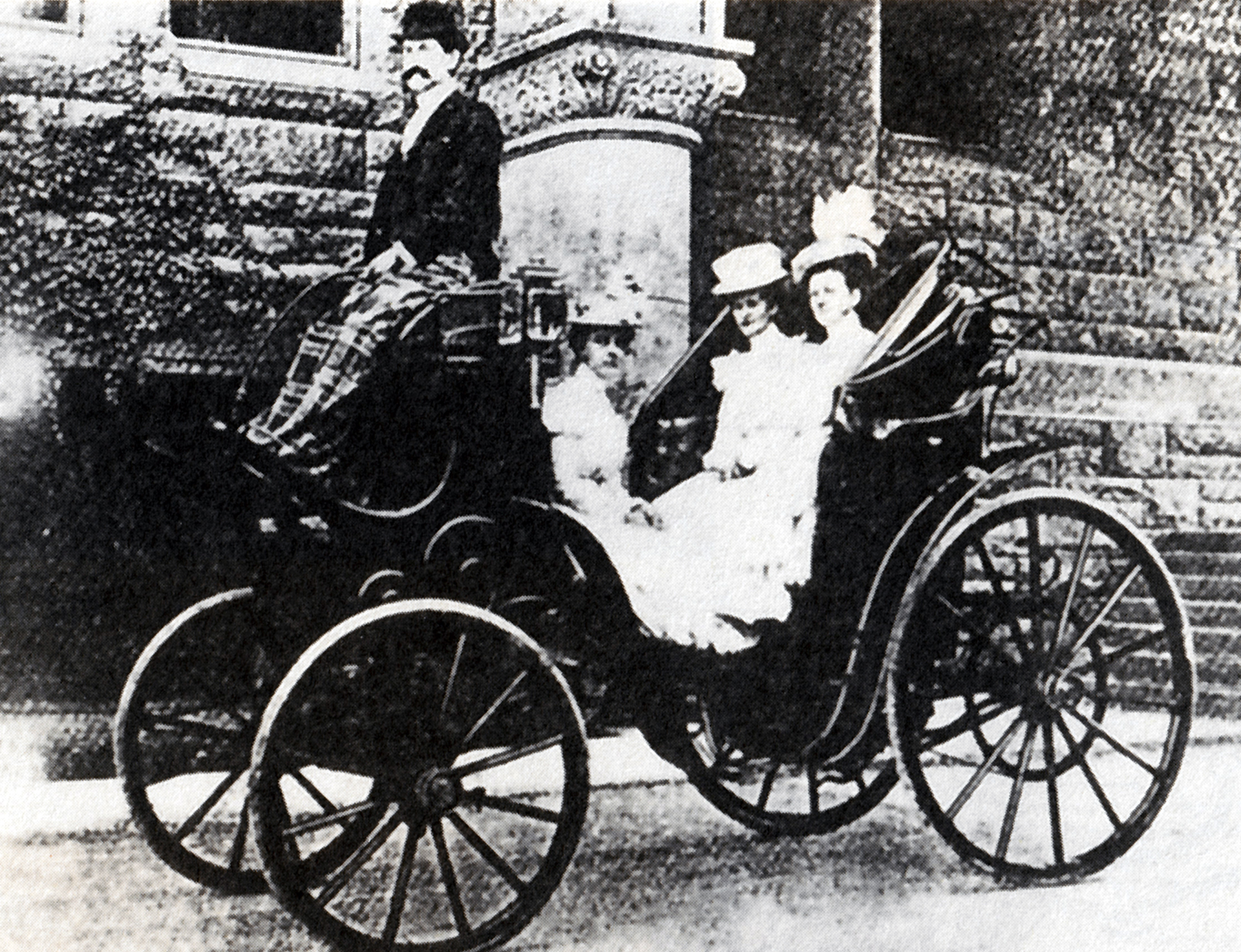
（参考）アイバンホー電気自動車[47]。 トロントのカナディアン・モーター社（英語版）が、1899年にオンタリオ州の高級馬車コーチビルダーのウィリアム・グレイ・アンド・ソン社（英語版）にボディを作らせて完成させた車両[46]。

## 「皇太子献納車説」
「皇太子献納車説」は、日本に渡来した最初の四輪自動車についての論説の中で、1900年の皇太子献納車を日本に最初に渡来した自動車とする説のことである。
1926年（大正15年）に石井研堂が『明治事物起原』（大正増訂版）で「日本最初の自動車」として紹介したことにより広まったと考えられている。尾崎正久、柳田諒三といった当時の研究者たちからは否定されていたものの、俗説として一般に膾炙して戦前から広く信じられていた。
1960年代に自動車工業会（現在の日本自動車工業会）が刊行した『日本自動車工業史稿』によって、新説の「1900年ロコモビル説」が提唱され、その後の30年間ほどの期間はロコモビル説が通説となった。また、同書が献納車の実在に強い疑義を呈した影響により、献納車は実在が不確かな車両として扱われるようになった。前述したように、1990年代までに行われた調査により、現在では皇太子献納車が実在したことは史料に立脚したものとして確定している。
1980年代以降の研究により、1990年代以降、日本に渡来した最初の自動車は「1898年のパナール・ルヴァッソール」だとされている。パナール・ルヴァッソール説が定説となった後は、皇太子献納車は日本に2番目に渡来した四輪自動車だと考えられており、また、「日本に最初に渡来した電気自動車」として紹介されることがある。

## 時系列
1900年（明治33年）
- 2月11日、皇太子嘉仁親王と九条節子の婚約が告示される[10]。
- 時期不明、サンフランシスコ在住日本人会が皇太子の婚約を祝して献納品を贈るため、資金集めを始める[10]。（→#献納に至る経緯）
- 5月8日、皇太子への献納を計画していたサンフランシスコ在住日本人会が、献納品を電気自動車に変更する[2]。
- 5月10日、皇太子嘉仁親王の婚儀が行われる。
- 8月2日、皇太子献納車を積載した亜米利加丸がサンフランシスコ港（英語版）を出港する[2][14]。
- 8月22日、亜米利加丸が横浜港に到着する[2][14]。
- 9月、古河潤吉によって皇太子献納車が宮内省に納められる[1][2][14][5]。

1901年（明治34年）
- 時期不明[注釈 25]、献納車の試運転。（→#試運転と日本初の自動車事故）
  - 1日目、青山練兵場で、献納車の試験運転が行われる。この際、廣田精一が日本人としては初めて自動車を運転する。
  - 2日目、青山御所付近の公道で、献納車の走行試験が行われる。三宅坂もしくは紀伊國坂で軽微な事故を起こす。
- 7月6日、皇太子夫妻が青山御所内に設けられた御慶事祝賀献品陳列所を行啓し、献納品の説明を受ける[注釈 26]。（→#その後）

1902年（明治35年）
- 5月4日午後、主馬寮分厩（赤坂分厩）広庭で、皇太子嘉仁親王が電気自動車の試走を見る[35][注釈 27]。

1903年（明治36年）
- 時期不明、東宮大夫によって献納車が赤坂分厩（倉庫）に移される[13][15]。その後の消息は明らかではない。

## 関連書籍
- 自動車工業会『日本自動車工業史稿』第1巻（自動車工業会、1965年）

試走について、両説を併記しつつ、紀伊国坂説を有力としている。
- 中部博『自動車伝来物語』（集英社、1992年）

「皇太子献納車」の実在を突き止めるまでの経緯を、自動車史研究家の大須賀和美の話、ノンフィクション作家の著者が行った調査取材の話を交えて著述している。